# Luis de Velasco y Tovar

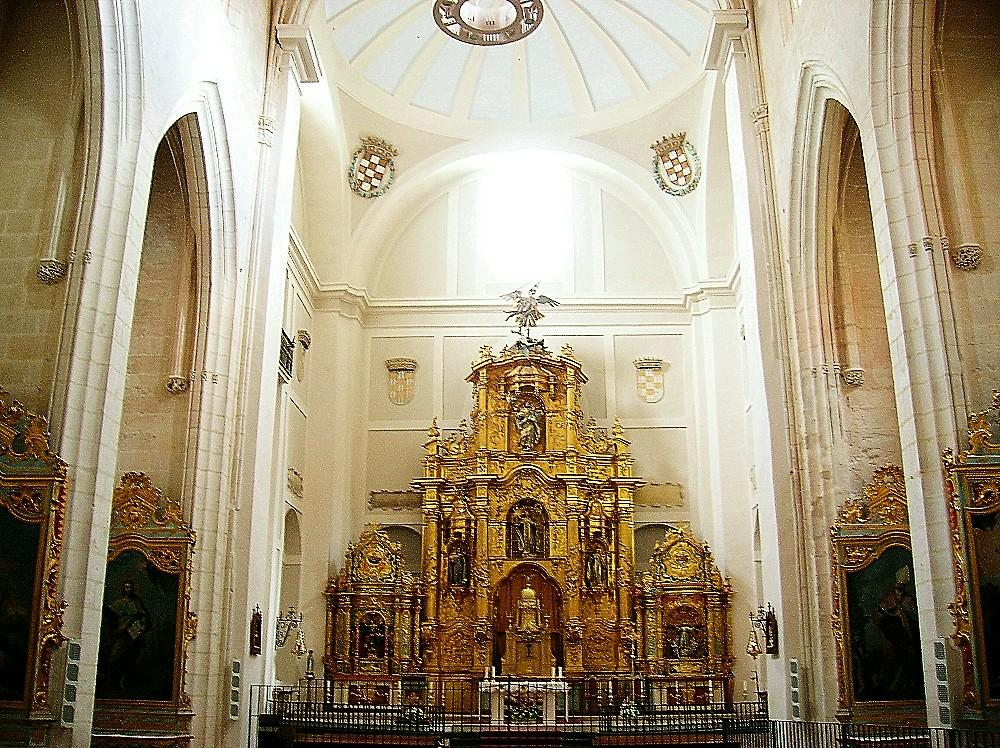
Vista de la iglesia del monasterio de Santa Clara en Medina de Pomar donde fue enterrado Luis.

Luis de Velasco y Tovar, I marqués del Fresno (Madrid, 9 de julio de 1610-¿?, junio de 1664) fue un noble y cortesano conocido por su condición de sordomudo.

## Biografía
Fue uno de los hijos de Juan Fernández de Velasco y Tovar, condestable de Castilla y V duque de Frías; y su segunda esposa Juana Fernández de Córdoba y Enríquez. Tuvo por hermanos a:
- Bernardino Fernández de Velasco y Tovar; como primogénito varón, heredó sus títulos de nobleza;

- Mariana Fernández de Velasco, casada con Antonio Álvarez de Toledo, VII duque de Alba.
- Juan Fernández de Velasco y Tovar, que casó con Juana Enríquez.

Su padre fue un diplomático al servicio de los reyes Felipe II y Felipe III.
Fue bautizado en la iglesia de San Pedro el Viejo en Madrid, 8 días después de su nacimiento. Se le impusieron los nombres de Luis, María, Zenón con diez mil mártires, Baltasar, Juan, Francisco, Diego, Buenaventura, Ignacio y Miguel. Comenzó a sufrir de sordera alrededor de los dos años, siendole asignado como tutor, Juan de Pablo Bonet. Este último acabaría consiguiendo que Luis se pudiera comunicarse oralmente con otras personas. Su padre murió en 1613, dejando a su hermano mayor, Bernardino como heredero del ducado de Frías y del cargo de condestable de Castilla.  
En enero de 1628 contrajo matrimonio con Catalina de Velasco y Ayala. Tres meses después, el 27 de marzo de 1628, Felipe IV le concedería el título de marqués del Fresno, en referencia a una villa propiedad de la casa de Frías. El título tuvo el vizcondado previo de Sauquillo. El año siguiente pidió su ingreso en la orden de Alcántara, como caballero, dejando de pertenecer a la Orden de Santiago de la que era caballero desde niño. Ese mismo año recibió también la encomienda de Portezuela en esa orden. 
Sería en 1630 cuando profesó como caballero profeso de la orden de Alcántara en la colegiata de Santa María de Mercado de Berlanga de Duero, patronazgo de su hermano. 
En distintos momentos de la década de 1640, mientras su hermano Bernardino marchó a Milán, como gobernador, Luis ejerció los cargos de cazador mayor y miembro de la Junta de Obras y Bosques que ostentaba Bernardino en la corte. Se conoce que Luis contaba con una gran afición a la caza de volatería, es decir, por medio de aves cetreras. 
Murió en 1664, siendo enterrado en el coro en el monasterio de Santa Clara en Medina de Pomar (Burgos) que era patronazgo de los duques de Frías.

## Matrimonio y descendencia
De su matrimonio con Catalina de Velasco y Ayala, tuvo varios hijos:
- Juana Francisca de Córdoba, casada con Francisco Fausto Antonio de Cabrera, conde de Chinchón.
- Pedro Fernández de Velasco que sería diplomático. Pedro contraería matrimonio con Antonia de Bracamonte Portocarrero y Luna, que desde 1689 sería V condesa de Peñaranda de Bracamonte, con descendencia.[7]
- Gaspar Manuel de Velasco (noviembre de 1682), que tuvo un hijo, Gaspar de Velasco.
- Luisa de Velasco (ca.1636-1674), casada con Joaquín Carrós de Centelles, II marqués de Quirra y I marqués de Nules.[8]
- Jerónima, muerta en su infancia.

## Títulos, órdenes y cargos

### Títulos
- I marqués del Fresno (11 de marzo de 1628)

### Órdenes
- Caballero de la orden de Santiago (1611-1629)
- Orden de Alcántara
  - Comendador de Portezuela (1629)
  - Caballero (1629), después profeso (1630)

### Cargos
- Cazador mayor (por delegación de su hermano Bernardino)
- Miembro de la Junta Real de Obras y Bosques.